# Приямино (Борисовський район)
Приямино (біл. вёска Прыяміна) — село в складі Борисовського району Мінської області, Білорусь. Село підпорядковане Лошницькій сільській раді, розташоване в північно-східній частині області.